# Datsik
Troy Beetles, plus connu sous le nom de Datsik, est un producteur et DJ canadien. Il a réalisé son premier EP au printemps 2009, date depuis laquelle il a joué dans divers lieux du monde entier, y compris dans les festivals comme Coachella, Ultra Music Festival, EDC Las Vegas, Stereosonic, Boonstock, Shambhala Music Festival, Electric Zoo et Identity.

## Biographie
Troy Beetles est né le 9 juin 1988 à Kelowna, au Canada. Son nom d'artiste dérive de son ancien gamertag Xbox Live. Il a commencé à produire de la Bass Music puis s'est intéressé au Hip-hop et a fini par devenir un bon ami d'Excision en 2008. Les deux producteurs ont alors commencé à collaborer et à réaliser plusieurs morceaux ensemble en 2009 et 2010 sur le label Rottun Recordings.
En 2009, Datsik a remixé et a collaboré avec des artistes tels que The Crystal Method, Noisia, Wu-Tang Clan et Diplo. Il a joué avec Steve Aoki, Rusko, Bassnectar, Skream, DJ Craze, Benny Benassi et Nero, parmi d'autresdat.
En janvier 2012, Troy Beetles a fondé son propre label : Firepower Records,  sur lequel est sorti peu après son EP Cold Blooded, et son LP Let It Burn.
Le 10 avril 2012, il sort son premier album Vitamin D sur les labels Dim Mak Records et Last Gang Records. L'album contient douze pistes dont certaines sont des collaborations avec Downlink, Z-Trip, Infected Mushroom, Jonathan Davis, Messinian et Snak the Ripper.
En mars 2018, Troy Beetles est accusé d'agression sexuelle grave par plusieurs femmes, ce qui entraîne l'annulation de tout ses concerts et apparitions. Il est également abandonné par son agence Circle Talent Agency et son management Deckstar (bien qu'il soit révélé ensuite que Deckstar était au courant de ses agissements). Il quitte également son label Firepower Records.

## Firepower Records
Liste des artistes ayant signé avec Firepower Records, le label de Datsik fondé en janvier 2012 :
- AFK
- Algo
- Antiserum
- Bare Noize
- Barely Alive
- Barron
- Bear Grillz
- Bukez Finezt
- Carvar & Clock
- Cubism
- D-Jahsta
- Dark Elixir
- Dead Exit
- Diamond Pistols
- Different Heaven
- DKS
- Dr. Ozi
- Distonata
- Eh!De
- ETC!ETC!
- Fei-Fei
- Fox Stevenson
- Getter
- Hizzleguy
- Infuze
- JPhelpz
- Konec
- Lazer Lazer Lazer
- Mayhem
- Melamin
- MineSweepa
- MUST DIE! (actuellement chez Never Say Die Records)
- PhaseOne
- Ponicz
- Protohype
- Rekoil
- Rise At Night
- Spag Heddy
- Spol
- Sub Antix
- Synchronice
- Terravita
- The Frim
- Tim Ismag
- Trampa
- Trolley Snatcha
- Truth
- Trinergy
- Twine
- Twofold
- xKore

## Discographie

### Albums et EP
- Against the Machines - Datsik vs. Downlink - Substruk Records - 26 mars 2009
- Nuke 'Em - avec Flux Pavillon, Tom Encore et Redline - Rottun Records - 12 avril 2009
- Boom - avec Excision et Flux Pavillon - Rottun Records - 15 juin 2009
- Texx Mars - avec 12th Planet - Smog Records - 10 novembre 2009
- Vitamin D - Dim Mak Records / Last Gang Records - 10 avril 2012
- Cold Blooded - Firepower Records - 22 janvier 2013
- Let It Burn - Firepower Records - 24 septembre 2013
- Down 4 My Ninjas - Firepower Records - 25 novembre 2014
- Darkstar EP - Firepower Records - 25 mars 2016
- Sensei EP - Firepower Records - 16 décembre 2016
- Master of Shadows - Firepower Records - 12 janvier 2018

### Singles
- Gizmo / Gecko - Basshead Records - 11 novembre 2009
- Swagga / Invaders - Excision & Datsik - EX7 - 28 septembre 2009
- Boom (SKisM Remix) / Swagga (Downlink Remix) - Excision & Datsik - Rottun Records - 19 avril 2010
- Retreat (Excision Remix) / No Escape (Datsik Remix) - Datsik / Excision - Rottun Records - 28 juin 2010
- 3 Fist Style - Basshead Records - 20 juillet 2010
- Brock Out / Mechano - Datsik & FuntCase / Datsik - EX7 - 29 juillet 2010
- Firepower / Domino (incluant un remix de Firepower par Levela) - Rottun Records - 21 avril 2011
- King Kong - Bare & Datsik - Subhuman - 11 mai 2011
  - The King Kong Experiment - 8 mai 2012
- Hydraulic / Overdose - Rottun Records - 13 juin 2011
- Pick Your Poison (feat. Kay) - Diplo & Datsik - Mad Decent - 2 août 2011
  - Pick Your Poison Remixes - 20 décembre 2011
- Fully Blown (feat. Snak the Ripper) - Dim Mak Records / Last Gang Records - 31 janvier 2012
- Lightspeed - Kill The Noise & Datsik - OWSLA - 28 février 2012
  - Lightspeed Remixes - 13 septembre 2012
- Evilution (feat. Jonathan Davis) - Datsik & Infected Mushroom - Dim Mak Records / Last Gang Records - 13 mars 2012
- Vindicate - Datsik & Excision - Firepower Records - 8 janvier 2013
- Release Me - Firepower Records - 21 mai 2013 (remixes)
- Light the Fuse - Dim Mak Records / Last Gang Records - 30 juillet 2013
- Hold It Down (feat. Georgia Murray) - Firepower Records - 15 avril 2014 (remixes)
- Wickedest Wobble (feat. Bryx) - Firepower Records - 22 août 2014
- Smoke Bomb (feat. Snoop Dogg) - Ultra Music - 6 novembre 2015

### Remixes
- Wu-Tang Clan - Biochemical Equation (Datsik & Excision Remix) - iHipHop - 2009
- Ctrl Z vs. Freestylers feat. Navigator - Ruffneck '09 (Excision & Datsik Remix) - Never Say Die Records - 2009
- Ivory - Hand Grenade (Excision & Datsik Dubstep Remix) - Rat Records - 2009
- Nobuo Uematsu - Jenova Project (Datsik Remix) - 2009
- Apex - Nowhere to Run (Datsik & Excision Remix) - Lifted Music - 2010
- The Crystal Method feat. LMFAO - Sine Language (Datsik Remix) - Black Hole Recordings - 2010
- Don Diablo feat. Dragonette - Animale (Datsik Remix) - Ego Music - 2010
- Diplo feat. Lil Jon - U Don't Like Me (Datsik Remix) - Mad Decent - 2010
- Noisia - Alpha Centauri (Excision & Datsik Remix) - Division Recordings - 2010
- Kelly Dean & Steady feat. Kemst - Teflon (Excision & Datsik Remix) - Scion Audio/Visual - 2010
- Coldplay - Fix You (Datsik Remix) - 2010
- MGMT - Kids (Datsik Remix) - 2010
- Bassnectar - Boombox (Datsik Remix) - 2011
- Steve Aoki & Sidney Samson - WakZe Up Call (Datsik Remix) - Dim Mak Records - 2011
- Foreign Beggars feat. Black Sun Empire - Solace One (Datsik Remix) - Never Say Die Records - 2012
- Zedd - Stars Come Out (Datsik Remix) - Dim Mak Records - 2012
- Kaskade & Skrillex - Lick It (Datsik Remix) - Ultra Records - 2012
- DJ Fresh feat. Dizzee Rascal - The Power (Datsik Remix) - Ministry of Sound - 2012
- Dada Life - Kick Out The Epic Motherf***er (Datsik Remix) - 2012
- Lil Wayne - A Milli (Excision & Datsik Remix)
- Colin Munroe feat. K Flay - Your Eyes (Datsik Remix)
- Linkin Park - Until It Breaks (Datsik Remix)
- Example - Perfect Replacement (Datsik Remix)
- Pretty Lights feat. Talib Kwali - Around the Block (Datsik Remix)
- Doctor P & Adam F feat. Method Man - The Pit (Datsik Remix)
- Excision & Far Too Loud - Destroid 8 Annihilate (Datsik Remix) - Destroid Music - 2014
- Lana Del Rey - Ultraviolence (Datsik Remix) - 2014